# 長崎地方裁判所
長崎地方裁判所（ながさきちほうさいばんしょ）は、長崎県長崎市にある日本の地方裁判所の一つで、長崎県を管轄している。略称は、長崎地裁（ながさきちさい）。大村、島原、佐世保、平戸、壱岐、五島、厳原に支部を置いている。
長崎地方裁判所には長崎市に置かれている本庁のほか、大村市、島原市、佐世保市、平戸市、壱岐市、五島市、厳原（対馬市）の7市に地方裁判所と家庭裁判所の支部を設置しているほか、前述の8箇所にくわえ諫早市、新上五島（南松浦郡新上五島町）、上県（対馬市）の3箇所を加えた11箇所に簡易裁判所を設置している。また、長崎、佐世保、五島、厳原の4つの検察審査会も設置されている。

## 歴史
- 1874年（明治7年）

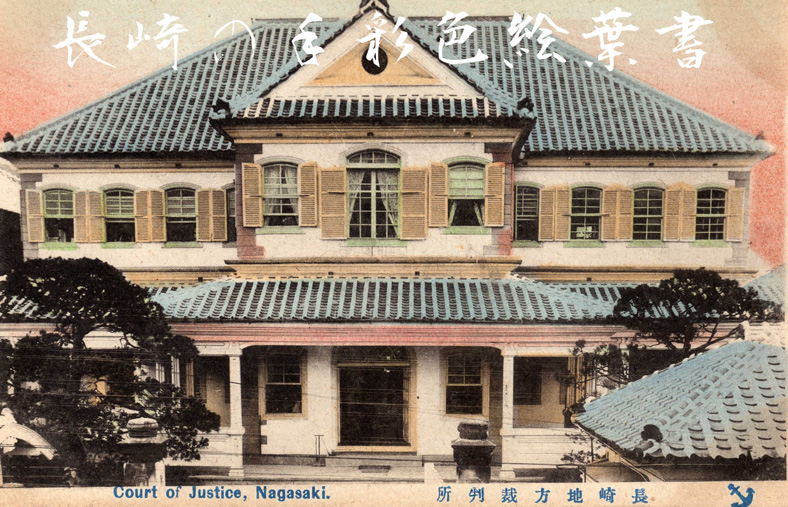
旧長崎地方裁判所（明治）、手彩色絵葉書

  - 1月8日 - 萬歳町（万才町）45番地に「長崎裁判所」が開庁。
  - 5月14日 - 庁舎新築のため一時筑後町の聖福寺に仮庁舎を設置。
  - 7月8日 - 平戸・福江（五島）・厳原（対馬）に区裁判所を設置。
  - 12月22日 - 木造瓦葺3階建ておよび平屋建ての新庁舎が完成（工費:80,941円）。
- 1875年（明治8年）6月9日 - 長崎裁判所を仮庁舎にして、長崎上等裁判所[注 1]（のちの長崎控訴院）が開庁。
- 1876年（明治9年）
  - 2月27日 - 検事局を設置。
  - 9月13日 - 府県裁判所の廃止に伴い長崎裁判所は廃止され、新たに「長崎地方裁判所」が開庁。長崎・福岡県両県を管轄。
  - 12月 - 萬歳町（万才町）2の新庁舎に移転。
- 1881年（明治14年）12月28日 - 治罪法の定めるところに従い、長崎地方裁判所を「長崎始審裁判所」に改称。
  - 同時に長崎上等裁判所は「長崎控訴裁判所」に、地方裁判所の管轄する裁判所は「治安裁判所」に改称。
  - 治罪法は翌1882年（明治15年）1月1日に施行。犯罪の種類によって裁判管轄を定め、治安裁判所は違警罪を、始審裁判所は軽罪の裁判と重罪および軽罪の予審を、控訴裁判所は軽罪事件の控訴を担当することとなった。
- 1886年（明治19年）5月14日 - 長崎控訴裁判所が長崎控訴院に改称。
- 1890年（明治23年）11月1日 - 裁判所構成法の施行により、長崎始審裁判所が「長崎地方裁判所」に、治安裁判所が「区裁判所」に（再）改称。
  - 当時の区裁判所は県内に7ヶ所（長崎・大村・島原・平戸・武生水[注 2]（壱岐）・福江・厳原）あった。
- 1945年（昭和20年）
  - 8月1日 - 裁判所構成法・戦時民事特別法の改正により、長崎控訴院が福岡市に移転。
  - 8月9日 - 原爆投下後の延焼により、庁舎が全焼。
- 1947年（昭和22年）5月3日 - 裁判所法の施行により、長崎地方裁判所が勝山町に仮庁舎を設置し開庁。管轄区域を長崎県一円とする。
  - 検察庁法の施行により、従前の裁判所に附設されていた検事局は分離し、長崎県地方検察庁として独立。
- 1948年（昭和23年）3月31日 - 長崎地方裁判所・長崎地方検察庁の新庁舎（木造2階建て）が萬歳町（万才町）に完成。
- 1949年（昭和24年）
  - 1月1日 - 長崎地方裁判所内に長崎家庭裁判所が開庁。同時に大村・島原・佐世保・平戸・武生水・福江・厳原に支部を設置。
  - 5月27日 - 長崎市に昭和天皇の戦後巡幸があり、裁判所も視察先の一つとなった。新法廷の構造や新旧法服を視察[1]。
- 1960年（昭和35年）4月20日 - 萬歳町（万才町）に長崎地方裁判所・家庭裁判所・簡易裁判所合同庁舎（鉄筋コンクリート造3階建て）が完成し、移転。

## 所在地
- 本庁：長崎県長崎市万才町9-26　北緯32度44分46.7秒 東経129度52分32.4秒 / 北緯32.746306度 東経129.875667度
JR長崎線長崎駅から長崎県庁方面へ徒歩15分
長崎バス・長崎県営バス県庁前バス停から徒歩1分，興善町バス停から徒歩2分，中央橋バス停から徒歩4分
長崎電気軌道西浜町停留場, 大波止停留場から徒歩5分
- 大村支部：長崎県大村市東本町287　北緯32度54分23.5秒 東経129度57分43秒 / 北緯32.906528度 東経129.96194度
JR大村線大村駅南方向へ徒歩10分
- 島原支部：長崎県島原市城内一丁目1195-1　北緯32度47分16.6秒 東経130度22分5.8秒 / 北緯32.787944度 東経130.368278度
島原鉄道島原鉄道線島原駅徒歩5分，島鉄バス大手バス停徒歩1分
- 佐世保支部：長崎県佐世保市光月町9-4　北緯33度10分24.7秒 東経129度43分23.4秒 / 北緯33.173528度 東経129.723167度
JR佐世保線, 大村線, 松浦鉄道西九州線佐世保駅北方向へ徒歩15分，西肥バス（させぼバスも含む）島瀬町バス停から徒歩3分
- 平戸支部：長崎県平戸市戸石川町460　北緯33度21分53.3秒 東経129度33分1.3秒 / 北緯33.364806度 東経129.550361度
西肥バス平戸新町バス停から西方向へ徒歩5分
- 壱岐支部：長崎県壱岐市郷ノ浦町本村触624-1　北緯33度44分56.1秒 東経129度41分35.5秒 / 北緯33.748917度 東経129.693194度
九州郵船郷ノ浦港北東方向へ徒歩15分，壱岐交通新道バス停徒歩3分
- 五島支部：長崎県五島市栄町1-7　北緯32度41分45.2秒 東経128度50分47.9秒 / 北緯32.695889度 東経128.846639度
船，福江港西方向へ徒歩3分，五島バス ターミナルホテル前バス停から徒歩1分
- 厳原支部：長崎県対馬市厳原町中村642-1　北緯34度12分24秒 東経129度17分22.9秒 / 北緯34.20667度 東経129.289694度
対馬交通バス厳原警察署前バス停から徒歩1分

## 管轄
本庁
- 長崎市、西海市（旧西彼杵郡西彼町、大瀬戸町）、西彼杵郡長与町、時津町

大村支部
- 大村市、東彼杵郡東彼杵町、諫早市

島原支部
- 島原市、雲仙市、南島原市

五島支部
- 五島市、西海市（旧西彼杵郡崎戸町平島）、南松浦郡新上五島町

厳原支部
- 対馬市

佐世保支部
- 佐世保市、西海市（旧西彼杵郡西海町、大島町、崎戸町（平島を除く））、東彼杵郡川棚町、波佐見町、北松浦郡小値賀町、佐々町

平戸支部
- 平戸市、松浦市

壱岐支部
- 壱岐市

※ただし、行政事件、大村・島原・五島・厳原の各支部管内の合議事件及び大村・島原の各支部管内の少年事件は本庁で、平戸・壱岐の各支部管内の合議事件及び平戸支部管内の少年事件は佐世保支部でそれぞれ取り扱う。

### 管内の簡易裁判所
- 長崎簡易裁判所
  - 所在地：本庁内に所在
  - 管轄：長崎市・西海市（西海総合支所、大島総合支所、崎戸総合支所の各所管区域を除く）西彼杵郡（長与町・時津町））
- 大村簡易裁判所
  - 所在地：長崎県大村市東本町287
  - 管轄：大村市、東彼杵郡東彼杵町
- 諫早簡易裁判所
  - 所在地：長崎県諫早市永昌東町24-12
  - 管轄：諫早市
- 島原簡易裁判所
  - 所在地：長崎県島原市城内1丁目1195-1
  - 管轄：島原市、雲仙市、南島原市
- 五島簡易裁判所
  - 所在地：長崎県五島市栄町1-7
  - 管轄：五島市
- 新上五島簡易裁判所
  - 所在地：長崎県南松浦郡新上五島町有川郷2276-5
  - 管轄：西海市（旧西彼杵郡崎戸町平島）、南松浦郡新上五島町
- 厳原簡易裁判所
  - 所在地：長崎県対馬市厳原町中村642-1
  - 管轄：対馬市（峰支所、上県支所及び上対馬支所の各所管区域を除く。）
- 上県簡易裁判所
  - 所在地：長崎県対馬市上県町佐須奈甲639-22
  - 管轄：対馬市（峰支所、上県支所及び上対馬支所の各所管区域）
- 佐世保簡易裁判所
  - 所在地：長崎県佐世保市光月町9-4
  - 管轄：佐世保市、西海市（旧西彼杵郡西海町、旧西彼杵郡大島町、旧西彼杵郡崎戸町（平島を除く。））、東彼杵郡川棚町、東彼杵郡波佐見町、北松浦郡小値賀町、北松浦郡佐々町
- 平戸簡易裁判所
  - 所在地：長崎県平戸市戸石川町460
  - 管轄：平戸市、松浦市
- 壱岐簡易裁判所
  - 所在地：長崎県壱岐市郷ノ浦町本村触624-1
  - 管轄：壱岐市

## 歴代所長
（カッコ内は在任期間と後職）
- 齋藤次郎（1982年 - 1984年福岡高等裁判所部総括判事）
- 仲家暢彦（2002年4月1日 -2003年12月 福岡高等裁判所部総括判事）
- 正木勝彦（2003年12月 - 2006年3月31日 福岡高等裁判所部総括判事）
- 山口幸雄（2006年4月1日 - 2008年1月 福岡高等裁判所部総括判事）
- 井上弘通（2008年1月 - 2009年1月 長野地方裁判所・長野家庭裁判所所長）
- 榎下義康（2009年1月 - 2010年3月 福岡家庭裁判所所長）
- 村上博信（2010年3月 - 2010年6月 東京高等裁判所判事）
- 米山正明（2010年6月 - 2012年2月 大阪高等裁判所部総括判事）
- 横田信之（2012年2月 - 2013年12月 大阪高等裁判所部総括判事）
- 江口とし子（2013年12月 - 2014年11月 大阪高等裁判所部総括判事）
- 田中俊次（2014年11月 - 2015年8月 福岡高等裁判所部総括判事）